# 眉山话
眉山话，是中国四川省眉山市东坡区所使用的方言，是四川话中保留入声的岷赤小片的代表性方言之一。地级眉山市境内方言较为多样，除东坡区外、彭山区、青神县、丹棱县、洪雅县也使用岷江话，但与东坡区仍有差异。而仁寿县则使用屬於江貢小片的仁壽方言，与东坡区差异较大。
岷赤小片方言被部分学者认为是元末之前四川本土方言的存留，而宋代眉州（眉山古称）地区涌现了以“三苏”为代表的大量文人，有学者通过考察苏轼等眉州文人总结出的宋代四川方音的特点至今在眉山话可能有所存留。眉山话果摄韵母历史层次丰富，有学者认为其果摄与效摄韵母相同的层次（可kʰau）可能与宋代四川方音“歌豪同韵”的特点相对应。眉山话中部分东钟部字有与江阳部读音相同的白读（红xuaŋ），“东钟-江阳通押”也是宋代四川方音的特点之一。

## 音韵
以下音系以《岷江流域方音字汇》所记载的修文镇眉山话音系为准。

### 声母
眉山话的声母共有20个（包括零声母），眉山话的声母如下表所示，与成都话相比少了v，成都话中v声母的字（乌五物）都读零声母。
|        |        | 双唇      | 唇齿     | 齿后       | 齿龈      | 硬腭       | 软腭      |
| ------ | ------ | --------- | -------- | ---------- | --------- | ---------- | --------- |
| 塞音   | 不送气 | p 冰并白  |          |            | t 得丹殿  |            | k 古柜供  |
| 塞音   | 送气   | pʰ 匹品拔 |          |            | tʰ 偷塔屠 |            | kʰ 可空葵 |
| 塞擦音 | 不送气 |           |          | ts 再桌翅  |           | tɕ 俊集京  |           |
| 塞擦音 | 送气   |           |          | tsʰ 拆燥造 |           | tɕʰ 巧前其 |           |
| 鼻音   | 鼻音   | m 没埋木  |          | n 糯拿粒   |           | ȵ 泥严艺   | ŋ 我硬欧  |
| 擦音   | 清     |           | f 凡副虎 | s 四十史   |           | ɕ 小休邪   | x 好花画  |
| 擦音   | 浊     |           |          | z 日人仁   |           |            |           |
| 零声母 | 零声母 | 0 尾耳五  | 0 尾耳五 | 0 尾耳五   | 0 尾耳五  | 0 尾耳五   | 0 尾耳五  |

### 韵母
眉山话共有36个韵母，其中韵母iaŋ只出现在新派年轻人口音之中，老派口音只有35个韵母，与成都话相比少了e、iai、iaŋ，多了iɐn、əŋ。
|        | 开尾           | 开尾        | 开尾        | 开尾        | 开尾         | 开尾     | 元音尾          | 元音尾        | 元音尾     | 元音尾       | 鼻音尾       | 鼻音尾   | 鼻音尾        | 鼻音尾       | 鼻音尾      | 鼻音尾        |
| ------ | -------------- | ----------- | ----------- | ----------- | ------------ | -------- | --------------- | ------------- | ---------- | ------------ | ------------ | -------- | ------------- | ------------ | ----------- | ------------- |
| 开口呼 | ɿ 实刺赤       | ᴀ 辣发拉拔  | o 和桌缩    |             | ɤ 考割磕颚科 | ɚ 而二儿 | ai 贷蔗阶舌特择 | ei 车蛇美退对 | au 可宝昭  | əu 歌抖搜    | an 胆短荡    |          | ən 顿层笨     | aŋ 旁邦亡    | əŋ 否朋棚梦 | oŋ 亩皱茂宋董 |
| 齐齿呼 | i 写姐借被艺   | iᴀ 贾夹瞎   | io 越虐觉育 | ie 七急激铁 |              |          |                 |               | iau 胶耀尧 | iəu 口沟扭丢 | iɛn 监建边   | iɐn 凉降 | in 林贫精     |              |             | ioŋ 容戎用雄  |
| 合口呼 | u 波拖左布出复 | uᴀ 画挖滑刮 |             |             |              |          | uai 阔郭国怀摔  | uei 雷类龟    |            |              | uan 删铲关   |          | uən 春绳闻    | uaŋ 红宏王双 |             |               |
| 撮口呼 | y 徐菊         |             |             | ye 绝屑     |              |          |                 |               |            |              | yɛn 鲜铅愿玄 |          | yn 尹顷荣营琼 |              |             |               |

#### 阴声韵
从阴声韵来看，眉山话果摄的历史层次非常丰富，主要层次高化为u与遇摄相同（波pu、坐tsu、罗nu、多tu），和崇州、丹棱、剑阁金仙等地类似。同时眉山话果摄有读au与效摄相同的层次（可kʰau），和崇州、松潘等地类似。眉山话还有果摄读əu与流摄相同的层次（歌kəu），和剑阁摇铃、南部、阆中等地类似。另外眉山部分果摄见系字韵母为ɤ（科kʰɤ），也拥有四川地区常见的果摄读ai（大白读tʰai）和a（他tʰa）的层次。
与部分果摄字读同效摄au韵母的情况对应，眉山话效摄部分字也有与果摄韵母相同的层次（考kʰɤ），与丹棱等地相同。“歌豪同韵”即部分果摄与效摄字韵母相同是宋代四川方音的特点之一，有学者认为当代四川方言（如眉山话）果摄读au韵母的层次与宋代四川方音对应的可能性相当大。
眉山话中部分流摄开口一等字增生了介音i（沟kiəu、口kʰiəu），与川北岷江方言岛西充、南充西路、剑阁、南部等地相似。
眉山话也拥有四川岷江方言阴声韵的一些共有特征，如麻韵开口三等字精、影组韵母为i（借tɕi、爷i），章组韵母为ei（车tsʰei、蛇sei）或ai（蔗tsai）等。

#### 阳声韵
从阳声韵来看，眉山话中宋代东钟部的“红宏鸿”等字有xuaŋ的白读，与江阳部“黄皇”等字相同。东钟与江阳通押也是宋代四川方音的特点之一。
成都话中韵母为iaŋ的宕江摄字，眉山话中韵母多为iɐn，但与咸山摄韵母iɛn并不相混，靠主元音区分。这一特点与南充西路方言类似。
眉山话也是四川少数保留韵母əŋ的方言之一，但只能与少数唇音声母相拼。眉山话中盆pʰən≠朋pʰəŋ、梦məŋ≠茂moŋ，与包括成都话、乐山话在内的大多数四川方言不同。眉山话也拥有四川方言共有的iŋ并入in、əŋ在与大多数声母相拼时并入ən的特点，以及岷江方言常见的咸山摄鼻音弱化不稳固的特点。

#### 入声韵
与临近的乐山话等大多数岷赤小片方言不同，眉山话并没有一套完整的仅用于入声字的紧元音韵母与舒声韵严格对应，部分韵母为舒入共用的韵母（如ɤ、u、ai、uai）。这一特点在青衣江下游的岷江方言（如丹棱、洪雅、彭山、夹江）中较为常见。

### 声调
类似其他岷赤小片方言方言，眉山话入声调独立，拥有5个声调。其調值爲陰平45，陽平31，上聲42，去聲212，入声23。
| 陰平 | 陽平 | 上聲 | 去聲 | 入声 |
| ---- | ---- | ---- | ---- | ---- |
| 45   | 31   | 42   | 212  | 23   |

## 词汇
眉山地区除了使用部分四川地区通用的方言词汇之外也拥有一些不常见于四川其它地区的词汇，例如“搞孃儿”（做什么）、“孃个咡”（什么）、“郎儿些”（怎么样）、“在何儿”（在哪里）、“搭你白”（和你说话）、“灶门前”（厨房）、“甜子”（醋）。